# Aelia Eudocia

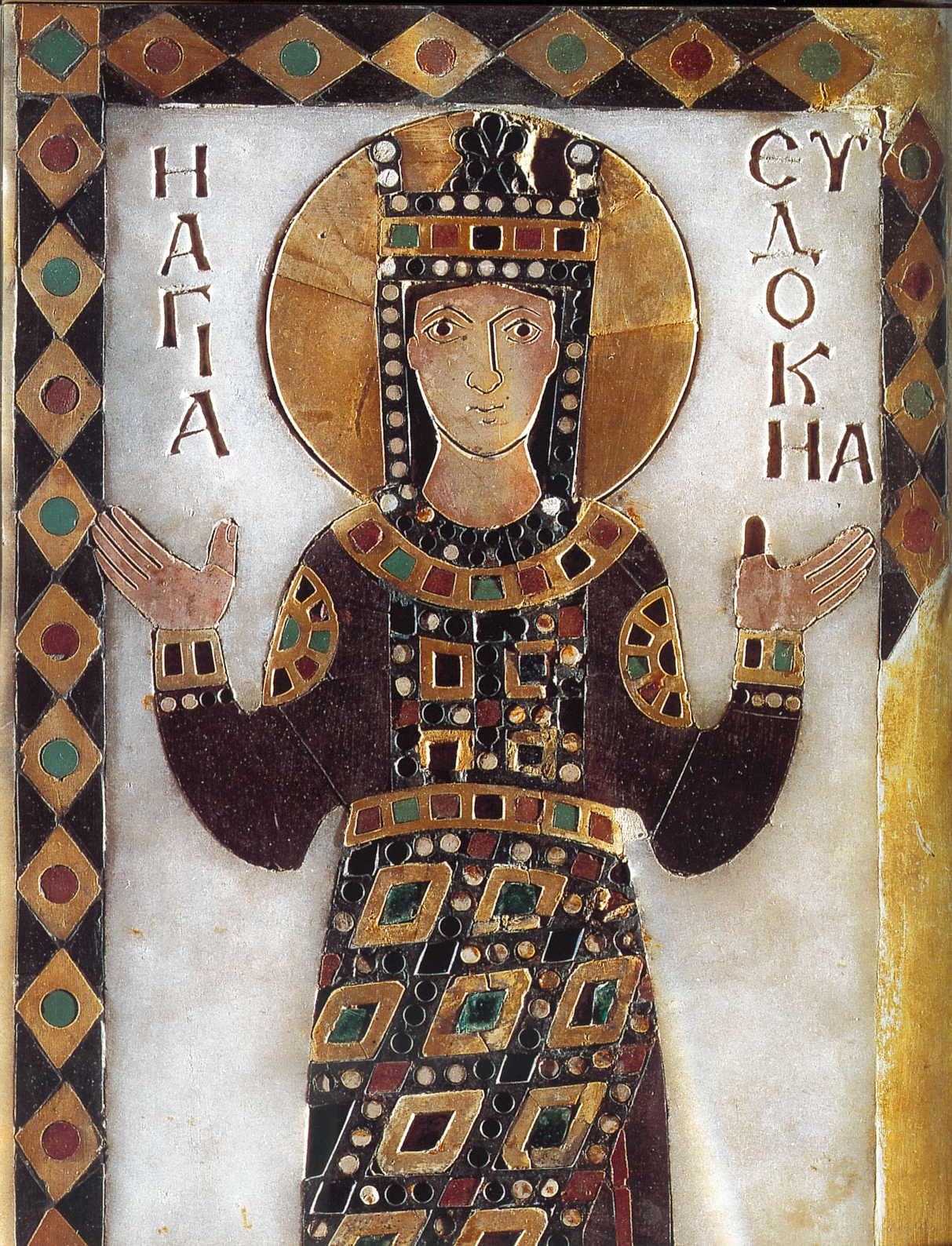
Darstellung der Kaiserin als heilige Eudokia auf einer Ikone des zehnten Jahrhunderts: Η ΑΓΙΑ ΕΥΔΟΚΗΑ („Die heilige Eudokia“, mit falsch überkorrigierter Schreibung „Η“ statt „Ι“, vgl. Itazismus).

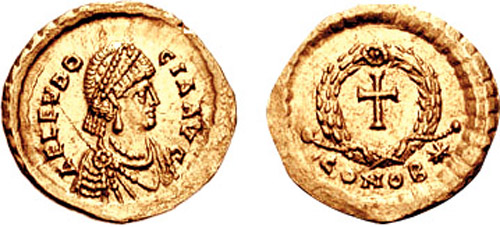
Abbildung der Aelia Eudocia auf einer Münze, Konstantinopel

Aelia Eudocia (griechisch Αιλία Ευδοκία, Ailía Eudokía, mittelgriechische Aussprache [ɛlía ɛβðɔkía]; * um 400 in Athen; † 20. Oktober 460 in Jerusalem), vor ihrer Taufe Athenaḯs (Αθηναΐς), später auch Hagía Eudokía (Ἁγία Εὐδοκία, mittelgriechische Aussprache [ajía ɛβðɔkía], „heilige Eudokia“),  war die Frau des oströmischen Kaisers Theodosius II., der von 408 bis 450 regierte.

## Leben
Athenaïs wurde in Athen als Tochter des paganen Rhetoriklehrers Leontios geboren und galt als hochgebildet. Nach dem Tod ihres Vaters nahm sie den christlichen Glauben an und erhielt bei der Taufe den Namen Aelia Eudocia. Dies war eine Voraussetzung für ihre Heirat mit Kaiser Theodosius II. Die Ehe wurde am 7. Juni 421 geschlossen. 422 gebar sie Licinia Eudoxia, vor 431 Flacilla; ein Sohn namens Arcadius wurde wahrscheinlich ebenfalls geboren und vielleicht sogar zum Augustus erhoben, verstarb jedoch in sehr jungen Jahren. 423 wurde sie von Theodosius II. in den Rang einer Augusta erhoben. Anlässlich einer Wallfahrt im Jahr 438 nach Jerusalem, bei der sie großen Eindruck auf die Bevölkerung machte, als sie etwa vor dem „Grab Christi“ niederkniete, brachte sie Reliquien des heiligen Stephan und die Ketten Petri nach Konstantinopel, für die Reliquien des heiligen Polyeuktos stiftete sie einen Kirchenbau. Ihr Einfluss auf den Kaiser hatte zu diesem Zeitpunkt den Höhepunkt erreicht und übertraf damit selbst den Einfluss der Schwester des Kaisers, der machtbewussten Aelia Pulcheria.
Die Beziehung zu ihrem Ehemann verschlechterte sich jedoch im Laufe der Zeit. Schließlich wurde der mächtige magister officiorum Paulinus hingerichtet, weil man ihm, so Malalas, eine Affäre mit der Kaiserin vorwarf. Wahrscheinlich aufgrund dieser Palastintrigen, vielleicht auf Befehl ihres Gatten, womöglich aber auch auf eigenen Entschluss hin reiste sie wohl 443 erneut nach Jerusalem, wo sie bis zu ihrem Tod am 20. Oktober 460 lebte. Die Details über ihren Fortgang aus Konstantinopel sowie das genaue Jahr sind in der Forschung umstritten.
Aelia Eudocia war maßgeblich am Aufbau der christlichen Universität von Konstantinopel beteiligt, die als sogenanntes Athenäum im Jahr 424 auf konstantinischen Anfängen basierend aufgebaut wurde und als erste große Geistesleistung die Sammlung der Gesetzeskompilation des Codex Theodosianus erbrachte. Aelia Eudocia selbst verfasste geistliche Dichtungen, die teilweise erhalten sind. Sie sympathisierte mit dem Miaphysitismus, wandte sich am Ende ihres Lebens jedoch der Orthodoxie zu. In der orthodoxen Kirche wird sie als Heilige verehrt, ihr Festtag ist der 13. August.
In Jerusalem ließ sie die Stadtmauern, die nun neben der alten Davidsstadt auch den Zionsberg umschlossen, wiederaufbauen und stiftete Spitäler, Pilgerherbergen, Klöster und Kirchen. Laut der historisch wenig zuverlässigen Vita des Barsauma soll sie auch den Juden größere Freiheiten gestattet haben, die Stadt an religiösen Festtagen zu besuchen, jedoch berichtet dies keine andere Quelle, etwaige Privilegien sind auch später nicht belegt. Sie wurde in der Stephanuskirche (unmittelbar vor dem Nordtor gelegen) bestattet, die sie selbst gegründet hatte.

## Textausgaben und Übersetzungen
- Patricius, Eudocie, Optimus, Côme de Jérusalem, Centons Homériques (Homerocentra). Introduction, texte critique, traduction, notes et index par André-Louis Rey. (Sources Chrétiennes, No. 437). Les Éditions du Cerf, Paris 1998.
- Rocco Schembra (Hrsg.): Homerocentones (= Corpus Christianorum Series Graeca, Band 62). Brepols, Turnhout 2007, ISBN 978-2-503-40621-3.
- Rocco Schembra (Übers.): Centoni omerici: Il Vangelo secondo Eudocia. Edizioni dell’Orso, Alessandria 2020, ISBN 978-88-3613-035-1.